# 小行星1577
小行星1577（1577 Reiss）是一颗围绕太阳公转的小行星。1949年1月19日，路易·博耶在阿尔及尔发现了此天体。
該小行星以法國天文學家居伊·萊斯命名。
这颗小行星的绝对星等为266.1744288730421等。